# Hanumanovi languri
Hanumanovi, sivi ili i indijski languri (Semnopithecus) su rod primata iz skupine vitkostasih majmuna unutar porodice majmuna Starog svijeta. Smatra ih se svetim životinjama i najpoznatijim vrstama majmuna Indije. Ime su dobili po Hanumanu, indijskom Bogu u liku majmuna.
Hanumanovi languri žive na indijskom potkontinentu, od Pakistana preko Indije, Šri Lanke i južnih dijelova himalajske regije do Bangladeša.

## Opis
Hanumanovi languri su veće, vitko građene životinje. Krzno im je na leđnom dijelu sivo, a trbušna strana bjelkasta ili narandžasto žuta. Crno ili ljubičasto lice nije pokriveno dlakom, i imaju izražene lukove nad očima. Obrubljeno je bjelkastim vijencem od dlaka. Tijelo im je dugo od 40 pa do 78 cm, a rep duži od tijela i može narasti do 110 cm. Težinom koja može doseći do 23 kg oni su rod najtežih majmuna u grupi langura.

## Način života
Hanumanovi languri žive u brojnim, različitim staništima. Tako nastanjuju polupustinje, travnjake, tropske kišne šume i planine do visine od 4000 metara. Uobičajeno je sresti ih i u gradovima i hramovima. Od svih vitkostasih majmuna, ovaj rod je najbolje prilagođen životu na tlu. Skačući prelaze razdaljine od desetak metara, koristeći rep za održavanje ravnoteže, a kreću se na sve četiri noge. Aktivni su danju, a težište aktivnosti im je rano ujutro i poslije podne. Poput drugih životinja koje se hrane lišćem, i oni kompenziraju nisku prehrambenu vrijednost takve hrane dugim razdobljima mirovanja, na primjer, dugim podnevnim spavanjem.
Hanumanovi languri žive u skupinama. Najčešće su to haremske skupine s jednim mužjakom i više ženki sa zajedničkim mladuncima. No, postoje i miješane skupine u kojima je uvijek dvostruko više ženki nego mužjaka.
Koji oblik skupine će se razviti, ovisi o gustoći naseljenosti područja na kojem žive. U područjima gdje živi veliki broj jedinki, češće su manje haremske skupine, a u rjeđe naseljenim područjima veće miješane skupine
Treći oblik skupine koji se javlja nezavisno od navedenih, je skupina mužjaka koji su nakon spolne zrelosti morali napustiti roditeljsku grupu. U ovim grupama žive mužjaci različite starosti, neki prožive čitav život u njima. U svakoj skupini mužjaci uspostavljaju vrlo strogu hijerarhiju. Skupine broje prosječno 13 do 40 jedinki. Izvještaji koji spominju skupine od 100 i više jedinki vjerojatno se odnose na okupljanje većeg broja haremskih grupa.
Haremske grupe vodi i upravlja njima alfa-mužjak, a na čelu skupine ostaje prosječno oko dvije godine, kad obično dolazi do zamjene alfa-mužjaka novim. Skupine mužjaka prolaze teritorijem haremskih skupina i pokušavaju otjerati alfa-mužjake. Ako to u nekoj grupi uspije, mužjak po rangu najviši u mužjačkoj grupi preuzima vodeću ulogu u  "osvojenom" haremu.
U tom slučaju vrlo često dolazi do infanticida: novi mužjak ubija sve mladunce koji još sišu čiji otac je protjerani mužjak. Mladunci koji više ne sišu, moraju odmah napustiti skupinu. Kako mužjaci ne ostaju dugo na čelu haremske skupine, žuri mu se da začme svoje potomstvo. Smisao ubijanja mladunaca je u tome, što ženke koje ne doje puno prije postaju ponovo plodne i spremne za parenje. Time rastu šanse novog mužjaka za vlastito potomstvo.
Haremske skupine se najčešće sreću miroljubivo, dok skupine mužjaka uvijek promatraju sumnjičavo, zbog straha od konkurencije i preuzimanja harema od nekog iz mužjačke grupe. Haremske i mješovite grupe ne skitaju i nastanjuju stalno područje čija veličina zavisi o vrsti staništa, i može biti veliko do 20 km2.
Hanumanovi languri koriste u međusobnom sporazumijevanju čitav niz različitih glasova. Tako se različito glasaju da bi okupoli skupinu, ili za upozorenje od opasnosti. Vrlo važnu ulogu u njegovanju i učvršćivanju osjećaja pripadnosti skupini ima unutar grupe međusobna njega i čišćenje krzna.

### Hrana
Hanumanovi languri su izraženi biljojedi. Glavni dio njihove hrane je lišće, no jedu i različite plodove, cvjetove i sjemenke. U blizini ljudi, često ulaze u polja s poljoprivrednim kulturama.
Kako bi mogli razgraditi teško probavljivu celulozu, želudac im je podijeljen u četiri dijela, a pri tome mu pomažu i naročite bakterije. Njihov želudac u mnogočemu je sličan onom kakav imaju preživači, što je dobar primjer konvergentne evolucije.

### Razmnožavanje
Svake druge godine ženka donosi na svijet jedno mladunče, blizanci su vrlo rijetki. Većina mladunaca koti se između siječnja i ožujka, jedino u brdovitim staništima se zbog dužih zima vrijeme koćenja pomiče, i mladi se rađaju između travnja i lipnja. Skotnost traje točno 200 dana.
Krzno novorođenčadi je crnkasto smeđe, i refleksno se odmah hvataju za majčino krzno. Kad mladunče malo naraste, o njemu brinu sve ženke iz grupe, tako da majka može mirno u potragu za hranom.
Nakon deset do dvanaet mjeseci, mladunče prestaje sisati. Nakon toga, mladi mužjaci moraju napustiti grupu, dok ženke uglavnom ostaju u roditeljskoj skupini. Ženke postaju spolno zrele u dobi od tri do četiri, a mužjaci od šest do sedam godina. Očekivani životni vijek u prirodi im je oko 20, dok pod ljudskom skrbi to može biti i 25 godina.

## Hanumanovi languri i ljudi
Prema vjerovanju hinduista, Hanumanovi languri su utjelovljenje Boga-majmuna Hanumana, i zbog toga u mnogim hinduističkim hramovima žive velike skupine ovih životinja. Smatra ih se svetim i ne smije ih se tjerati, čak niti kad pustoše polja ili pljačkaju spremišta hrane.
U Ramajani, indijskom nacionalnom epu, ove životinje imaju vrlo važnu ulogu. Skupine koje ne žive uz ljude sve više ugrožava gubitak staništa. Šume se krče, travnjaci pretvaraju u pašnjake ili privode poljoprivrednoj kulturi.

## Sistematika
U sistematici, hanumanovi languri su grupa vitkostasih unutar porodice majmuna starog svijeta. Ranije su se sve ove životinje smatrale jednom vrstom, no danas ih se često dijeli na sedam vrsta, iako ova podjela nije općeprihvaćena.
- Kašmirski hanumanov langur (Semnopithecus ajax) nastanjuje malo područje Kašmira i smatra ga se kritično ugroženim (critically endangered).
- Dussumierov hanumanov langur (S. dussumieri) glasi kao najrasprostranjenija vrsta hanumanovih langura, živi u čitavoj zapadnoj Indiji.
- Bengalski hanumanov langur (S. entellus) je također vrlo rasprostranjen, živi u istočnoj Indiji i Bangladešu.
- Tarai hanumanov langur (S. hector) živi samo na jednom malom području u podnožju Himalaja i IUCN ga smatra vrlo ugroženim.
- Crnonogi hanumanov langur (S. hypoleucos) je stanovnik jugozapadne Indije.
- Južni hanumanov langur (S. priam) živi u južnoj Indiji i na Šri Lanki.
- Nepalski hanumanov langur (S. schistaceus) živi na južnim obroncima Himalaje u Nepalu, Indiji, Butanu i jugoistoku Tibeta.

## Vanjske poveznice
|  | Zajednički poslužitelj ima još gradiva o temi Hanumanovi lemuri |
|  | Wikivrste imaju podatke o taksonu Hanumanovim lemurima          |

- Primate Info Net Semnopithecus Factsheets